# Jinggangshan
Jinggangshan (井冈山市S, JǐnggāngshānP) è una città-contea della Cina, situata nella provincia di Jiangxi e amministrata dalla prefettura di Ji'an.